# Mondottica
Mondottica es una empresa de ópticas basado en Hong Kong con presencia mundial concentrado en la licencia, diseño, manufactura y distribución de gafas de sol y lentes de marcas de lujo.
La compañía mantiene sus principales oficinas satélites en Londres, Nottingham, New Jersey, Paris, y Sídney.

## Historia
La compañía fue fundada en Hong Kong en 2002. La ciudad es la base de operaciones globales de la compañía y sede de su holding.
En mayo de 2016, Mondottica anunció la adquisición de Mondottica USA, anteriormente su empresa subsidiaria.
En marzo de 2017, se anunció que Mondottica había adquirido a la compañía francesa Lunettes Yves Cogan. Más tarde en 2017, Mondottica adquirió a la compañía australiana Sunday Somewhere junto con su marca de gafas.
En febrero de 2018, Mondottica anunció que Andrea Dovizioso sería el embajador de la recién lanzada línea de Ducati Eyewear.

## Marcas
La compañía mantiene marcas de la casa y también hace armazones bajo licencias de diseñadores, incluso:
- Alyson Magee
- Anna Sui[20][21]
- Benetton[22]
- Cath Kidston[23]
- Christian Lacroix[24][25]
- Ducati[26][27]
- Hackett London[20]
- Joules[28]
- Karen Millen[29]
- Le Coq Sportif
- Maje[9]
- Marimekko[30]
- Pepe Jeans[20][24]
- Philippe Chevallier
- Sandro[9][31]
- Scotch & Soda
- Serge Kirchhofer
- Sergio Tacchini[32]
- Spine Optics
- Sunday Somewhere[33]
- Ted Baker[20][24]
- Yohji Yamamoto[34]
- Yves Cogan[24]
- Zoobug[35]